# Liceo classico Domenico Alberto Azuni
Il liceo ginnasio statale Domenico Alberto Azuni è un liceo classico, musicale e coreutico di Sassari. 

## Storia
Il liceo Azuni fu aperto nel 1861, dopo le disposizioni della legge Casati. Sino a quel momento avevano continuato a funzionare le scuole annesse al convitto Canopoleno (diventato nel 1852 convitto nazionale del Regno), regolate dal sistema gesuitico. Sono sempre presenti dopo oltre 400 anni.
Con l'unità d'Italia, nel 1861, divenne regio liceo classico e nel 1865 fu intitolato a Domenico Alberto Azuni, illustre giurista di natali sassaresi e studioso di diritto marittimo e commerciale, che lavorò per i Savoia e per Napoleone.
Ha formato tra i più importanti personaggi politici della Storia repubblicana italiana: Antonio Segni, Palmiro Togliatti, Enrico Berlinguer e Francesco Cossiga.  

## Descrizione
La prima sede furono alcune aule con ingresso in via Canopolo, contenute nel grande stabile del convitto Canopoleno; nel 1933 fu inaugurato l'edificio recente in via Rolando di discreto pregio storico-artistico, come l'aula magna decorata da dipinti di Mario Delitala.

### Aula magna
L'aula magna è stata realizzata dal pittore ed incisore Mario Delitala. La trattativa privata è stata fatta dal Genio civile, mentre l'atto di cottimo venne stipulato dall'artista il 7 luglio 1933. I lavori verranno conclusi il 20 ottobre dello stesso anno. La relazione manoscritta allegata al progetto è divisa in sei punti. I primi quattro riguardano le modalità di esecuzione prevista nel rispetto delle proporzioni. Vengono solo abbassate le bifore del piano superiore, senza compromettere la luce. Ai lati della cattedra erano previsti due grandi oli aventi per tema la "Sapienza Classica".
L'aula era impostata secondo la magniloquenza fascista dell'epoca. La magnificenza di quest'aula è però soggiogata dai ricchi cromatismi a richiamo labirintico del soffitto, labirinto interrotto dagli strumenti utili allo studio, a simboleggiare il difficile cammino della strada della conoscenza. Al centro del soffitto, un albero, simbolo della corretta crescita dell'individuo e di una ramificata crescita culturale. Dando le spalle all'ingresso, abbiamo a sinistra l'olio Eracle ferisce il centauro Chirone e a sinistra La cacciata dei giganti dall'Olimpo, ricchi di significati allegorici, proprio come la moda dell'epoca imponeva.

## Nella cultura di massa
- Alcune scene del film Ybris di Gavino Ledda, ove il protagonista immagina di sostenere l'esame di maturità, sono state girate nell'aula magna azuniana
- Il film Quando c'era Berlinguer di Walter Veltroni mostra alcune scene riprese all'interno del liceo
- La puntata dell'Erba dei vicini su Rai 3 del 16 novembre 2015 mette a confronto il liceo Azuni con l'Eton College britannico